# 茨沃爾弗山 (阿爾高阿爾卑斯山脈)
47°18′24″N 10°10′14″E / 47.30667°N 10.17056°E

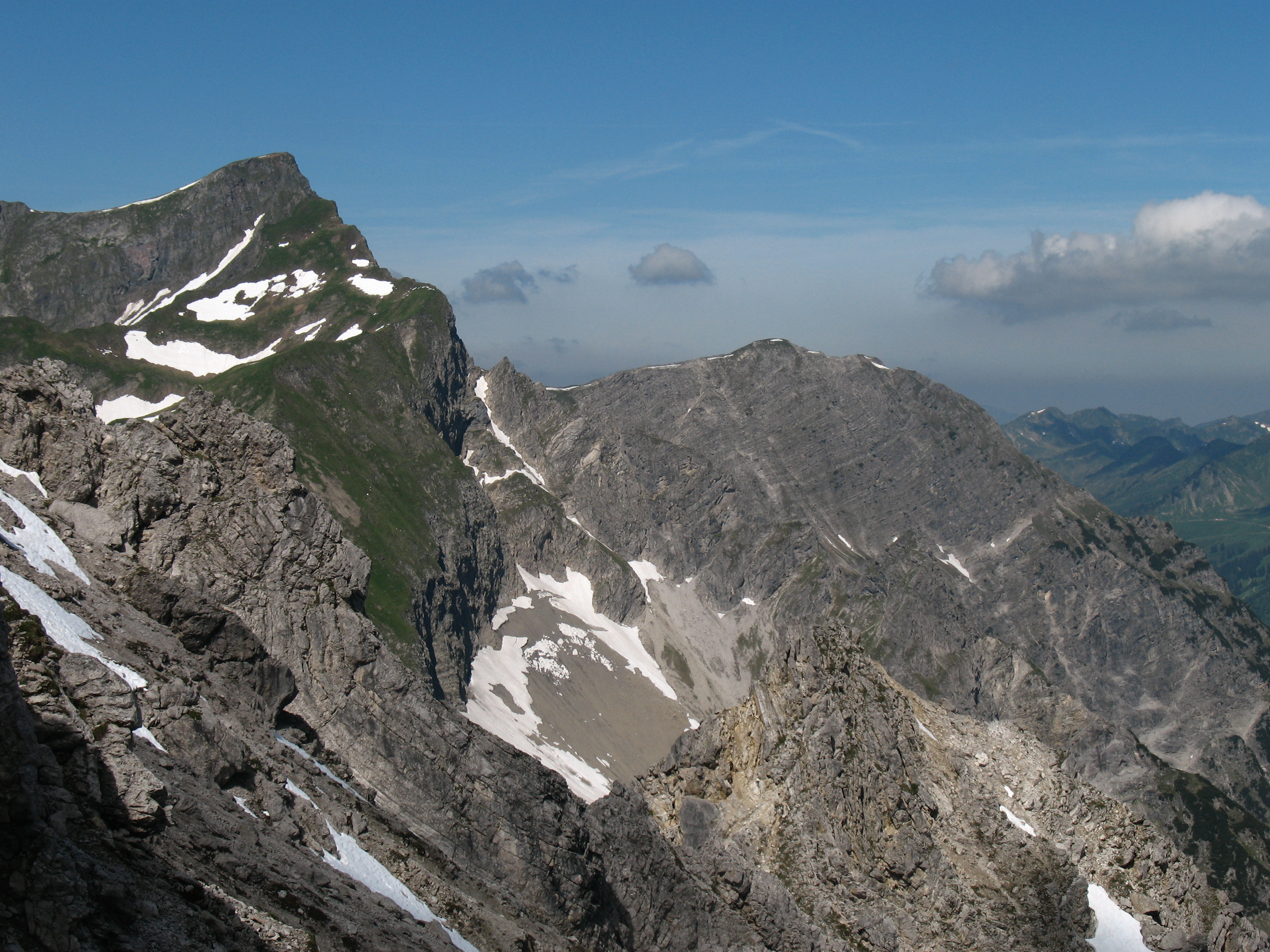

茨沃爾弗山（德語：Zwölfer），是奧地利的山峰，位於該國西部，由福拉爾貝格州負責管轄，屬於阿爾高阿爾卑斯山脈的一部分，處於埃爾弗山西北面，海拔高度2,224米。